# Pantaleón y las visitadoras (pel·lícula del 1999)
Pantaleón y las visitadoras, és una pel·lícula peruana realitzada l'any 1999, i basada en el llibre homònim, escrit per Mario Vargas Llosa. Va ser dirigida per Francisco José Lombardi, i entre els seus protagonistes destaquen la colombiana Angie Cepeda i el peruà Salvador del Solar. La pel·lícula fou escollida per representar Perú a l'Oscar a la millor pel·lícula de parla no anglesa als Premis Oscar de 1999, però finalment no fou nominada.

## Sinopsi
Pantaleón Pantoja, un capità de l'exèrcit peruà és triat per a la missió secreta d'organitzar i administrar un servei de visitadores (prostitutes), que han d'atendre les tropes peruanes apostades en el riu Amazones.
Pantaleón és un home íntegre, seriós, responsable i bon espòs, donades aquestes característiques per principi de comptes es resisteix a acceptar la missió, però al final accepta. Organitza seriosa i responsablement el servei de prostitutes a les quals anomenarà "visitadores", les que realitzen "prestacions" als soldats. Aconsegueix crear llavors eficient destacament de "visitadores" que supleixen les necessitats dels soldats i al mateix temps elles mateixes senten que el seu treball les "ennobleix i dignifica". Lamentablement per a Pantoja, tot marxarà bé fins que es relaciona amb Olga "la Colombiana", una integrant del servei.

## Repartiment
| Personatge                     | Interpretat per    |
| ------------------------------ | ------------------ |
| Pantaleón Pantoja              | Salvador del Solar |
| Olga Arellano, "La Colombiana" | Angie Cepeda       |
| "Pochita"                      | Mónica Sánchez     |
| "Chuchupe"                     | Pilar Bardem       |
| General Collazos               | Gianfranco Brero   |
| "Pechuga"                      | Tatiana Astengo    |
| "El Sinchi"                    | Aristóteles Picho  |
| "Pies Dorados"                 | Lourdes Mindreau   |

## Diferències amb el llibre
- En el llibre de Vargas Llosa, Olga Arellano -la prostituta amb qui el capità Pantoja inicia una relació extramarital-, és sobrenomenada "La Brasilera", per haver viscut a Manaos; en la pel·lícula el seu sobrenom es canvia a "La Colombiana", perquè concordi amb la nacionalitat de l'actriu Angie Cepeda, qui va fer el paper.
- La pel·lícula elimina el personatge de la mamà de Pantaleón que, en l'obra original, s'anava a viure a Iquitos amb ells.
- L'existència d'una secta amb característiques fonamentalistes és totalment eliminada de la pel·lícula sense que aquesta perdi continuïtat per això.

## Nominacions
- XV Premis Goya: Goya a la millor pel·lícula estrangera de parla hispana.[5]